# Færdselsloven
Færdselsloven er den lov, der omhandler grundregler og anvisninger om færdsel i trafikken. Den indeholder bl.a. også bestemmelser, der regulerer, hvor hurtigt de respektive køretøjer må køre på de forskellige veje.
Den gældende færdselslov (hovedloven) er fra 1976, Færdselsloven af 1976 afløste med virkning fra 1. maj 1977 færdselsloven af 1955 med dens senere ændringer. Færdselsloven af 1976 er siden sin ikrafttrædelse blevet ændret talrige gange.

## Grundregel
Lovens grundregel findes først i loven:
"§ 3. Trafikanter skal optræde hensynsfuldt og udvise agtpågivenhed, så at der ikke opstår fare eller forvoldes skade eller ulempe for andre, og således at færdslen ikke unødigt hindres eller forstyrres. Der skal også vises hensyn over for dem, der bor eller opholder sig ved vejen.
Stk. 2. Særligt hensyn skal vises over for børn, skolepatruljer, ældre mennesker samt personer, der ifølge særligt af justitsministeren fastsat kendetegn eller i øvrigt, efter hvad der fremgår af omstændighederne, lider af svækket syn eller hørelse eller anden legemlig mangel eller sygdom, som er til ulempe for dem i færdslen.
Stk. 3. Det påhviler politi og vejmyndigheder efter samråd med skolerne at træffe foranstaltninger til at beskytte børnene mod farerne fra den kørende færdsel på deres vej til og fra skolen."

## Færdselsloven i virkeligheden
Ude på vejene er de forskellige regler og anvisninger afspejlet i form af færdselstavler, afmærkninger på kørebane eller cykelsti, signalanlæg, eller på anden måde. (Færdselslovens § 4)
Det er politiet, som skal sørge for, at færdselsloven bliver overholdt:
§4 stk.2 Trafikanter skal efterkomme de anvisninger for færdslen, som gives af politiet eller andre, som justitsministeren har bemyndiget til at regulere færdslen, jf. § 89.
Dele af Forsvaret er også bemyndiget til trafikregulering, primært militærpolitiet, politihjemmeværnet og trafikofficials under Danmarks Idrætsforbund.

## Særlige regler

### Højrekørsel
I Danmark skal kørende under hensyntagen til anden færdsel og forholdene i øvrigt holde så langt til højre som muligt (§ 15 stk. 1).

### Hastighed
I Danmark som i andre lande har man indført faste hastighedsbestemmelser, som gælder, med mindre andet er bestemt ved særlig skiltning. Hovedreglen er:
1. i tættere bebygget område: højst 50 km i timen,
2. uden for tættere bebygget område: højst 80 km i timen.
3. på motorveje må hastigheden ikke overstige 130 km i timen.
4. på motortrafikveje må hastigheden ikke overstige 80 km i timen.

For en vejstrækning kan der fastsættes en højere hastighedsgrænse end den generelle hastighedsgrænse, og omvendt kan der for særlige strækninger også fastsættes lavere tilladte maksimalhastigheder end de generelle. (§ 42).
For særlige typer køretøjer kan der ligeledes fastsættes særlige hastighedsgrænser.

### Lygteføring
Der skal anvendes lys i lygtetændingstiden (tiden mellem solnedgang og solopgang samt i diset og tåget vejr).
Biler skal altid bruge kørelys, og motorcykler nærlys.

### Standsning og parkering
Standsning og parkering skal ske i overensstemmelse med Færdselsloven §§28-29. Hovedreglen er, at standsning eller parkering må kun ske i højre side af vejen i færdselsretningen og må ikke ske på cykelsti, gangsti eller fortov.
Standsning eller parkering må ikke ske:
1. på fodgængerfelt eller ud for udkørsel fra cykelsti eller inden for en afstand af 5 m foran fodgængerfeltet eller udkørslen,
2. i vejkryds eller inden for en afstand af 10 m fra den tværgående kørebanes eller cykelstis nærmeste kant,
3. på jernbaneoverkørsel eller anden overkørsel og ikke nærmere end 30 m fra jernbaneoverkørsel,
4. på en sådan måde, at færdselstavle eller -signal dækkes,
5. på bro over motorvej, i viadukt eller tunnel,
6. på eller i nærheden af bakketop eller i eller ved uoverskueligt vejsving,
7. på strækning, hvor kørebanen før vejkryds ved hjælp af spærrelinjer er inddelt i vognbaner, eller inden for en afstand af 5 m før begyndelsen af en sådan strækning,
8. ved siden af spærrelinje, hvis afstanden mellem køretøjet og linjen er mindre end 3 m, og der ikke mellem køretøjet og spærrelinjen findes en punkteret linje,
9. i krybespor eller
10. på afmærket holdeplads for hyrevogne,
11. ud for ind- og udkørsel til og fra ejendom eller i øvrigt således, at kørsel til eller fra ejendom væsentligt vanskeliggøres.

### Elscooter
Der kræves ikke kørekort for at køre på en elscooter med maksimalhastighed på op til 15 km/t. Elscootere med hastigheder over 15 km/t skal typegodkendes som knallert.
Elscootere med en hastighed på maksimalt 6 km/t må benytte fortovet, ved hastigheder derover skal cykelstier eller vejbane benyttes.
Elektriske cykler er derimod tilladt at køre 25 km/t, dog højst med en 250 watt motor, og disse må ikke kunne køre, uden at man træder i pedalerne.
Elscootere betragtes i færdselsloven som cykler. Dette betyder, at færdselsreglerne for cykler skal anvendes. Lys, reflekser og så videre skal være monteret. Kravene til reflekser er, at der skal være monteret e-godkendt refleks på både forhjul og baghjul.

### Mobiltelefon
Ifølge Færdselslovens §55a må førere af køretøjer under kørsel ikke benytte sig af håndholdte mobiltelefoner. Ifølge Færdselsstyrelsen gælder forbuddet også cyklister, mens det er uvist, om anklagemyndigheden må rejse tiltale mod cyklister, der bryder forbuddet. Ligeledes er politiets, redningstjenesters og taxaers brug af landmobile tjenester undtaget.

## Færdselslovgivningens historie
I de danske landskabslove fra 1200-tallet findes bestemmelser om vejfred, men det vedrører overfald på de vejfarende, og ikke færdsel som sådan. Også i Christian 5.s Dansk Lov, som i 1683 anerkendte vejfreden, men rummede også den første regel om straf for dem, der påfører andre skade i trafikken.

### Fartgrænser
Ved slutningen af 1600-tallet bliver det nødvendigt at skabe lidt orden i trafikken i København, og den 10. januar 1685 udstedtes forordning “Om umaadelig kørsel og adskillig anden uskikkelighed paa gaderne i København”. Denne færdselsforordning kaldes gerne Danmarks første færdselslov. Den giver en række bestemmelser om, hvad man må, og hvad man ikke må, når man er kørende. Eksempelvis må man ikke køre så stærkt i gaderne, at folk og kvæg lider skade. Overtrædelse skulle medføre to dage og nætter på vand og brød i rådhuskælderen samt erstatning af evt. forvoldt skade. Forordningen blev grundlaget for dansk færdselslovgivning i 200 år.
Flere gange, f.eks. 1751, 1758, 1772 og 1811, blev forordningen genoptrykt med nye truende og formanende kongelig ord til indledning. I 1780 skærpedes forordningens strafbestemmelser, og der indførtes bestemte fartgrænser bestemt ud fra vogntype og hestens gangarter.
Først med motorloven af 1903 fastsættes mere veldefinerede fartgrænser. I byerne måtte der køres 2 mil i timen, svarende til ca. 15 km/t, på landevej 4 mil, svarende til 30 km/t. Mange medlemmer af Rigsdagen spurgte ministeren, hvordan politiet skulle kontrollere disse fartgrænser, og han svarede, at de var sat så lavt at ingen kunne være i tvivl, hvis de blev overskredet. I 1913 hævedes fartgrænsen på landevej til 50 km/t, i 1921 nedsat til 45 km/t. Om natten var maksimum indtil 1921 kun 15 km/t, derefter 20 km/t. I 1932 blev hastighedsgrænsen for biler fastsat til 60 km/t, og grænserne for lastvogne til 50, 40 og 30 km/t. Den generelle hastighedsgrænse for bymæssige bebyggelser og biveje blev samtidig fastsat til 40 km/t. Disse grænser forblev uændrede indtil 1953, hvor der blev indført såkaldt fri hastighed.
Allerede ved revisionerne af motorloven i 1927 og 1932 og i færdselsudvalget af 1935, der afgav betænkning i 1937, var man inde på at ophæve de almindelige hastighedsgrænser for personbiler. Færdselsudvalget af 1949, der i februar 1952 afgav en særskilt udtalelse om hastighedsreglerne, gik ind for en sådan ordning for biler med tilladt totalvægt under 3500 kg. Det blev gennemført ved en lov af 31. marts 1953, som trådte i kraft den 1. juli 1953 og senere gik næsten uændret over i færdselsloven af 1955. Loven ophævede de almindelige hastighedsgrænser både på landet og i byerne og foreskrev i stedet, at hastigheden til enhver tid skulle være afpasset efter forholdene. Loven rummede dog mulighed for at fastsætte specielle hastighedsbegrænsninger på visse vejstrækninger. Denne mulighed blev udvidet med lovændringer i 1957 og 1959.
I perioden 1961-65 indførtes midlertidige hastighedsgrænser for at fremme sikkerheden efter stor stigning af trafikulykker, især omkring helligdage og i ferieperioder. Hastighedsgrænserne var i perioden 1961-65 på 100 km/t for motorveje og 80 km/t for andre veje, og gjaldt i Påske, Pinse, St. Bededag, sommerferieperioden (nogle år kun sommerweekenderne) og juletiden. Dog blev loven i sidste omgang (i 1964) ændret, således at der ikke kunne fastsættes lavere grænse end 90 km/t, og at bestemmelsen ikke omfattede motorveje. Resultaterne tydede på nedgang i antal ulykker, men tendenserne var ikke ens på de forskellige vejtyper, og derfor droppedes de midlertidige hastighedsgrænser.
Færdselssikkerhedskommissionen afgav i 1970 en betænkning om hastighedsbegrænsning, og den fandt det nødvendigt, at anvende en eller anden form for hastighedsbegrænsning som trafiksikkerhedsforanstaltning. Men et flertal i kommissionen støttede ikke en gennemførelse af generelle hastighedsgrænser. Spørgsmålet blev dog rejst af et mindretal i retsudvalget i forbindelse med behandlingen af et ændringsforslag til færdselsloven. Mindretallets forslag gik ud på generelle hastighedsgrænser på 120 km/t, 100 km/t og 60 km/t for kørsel henholdsvis på motorvej, uden for samt inden for tættere bebygget område. Forslaget blev forkastet ved 2. behandlingen i Folketinget den 2. juni 1971.
I 1973 udstedte handelsministeriet med hjemmel i lov om forsyningsmæssige foranstaltninger en bekendtgørelse, der i november 1973 indførte generelle hastighedsbegrænsninger. De blev fastsat til 60 km/t i tæt bebyggede områder og 80 km/t uden for tæt bebyggede områder, samt 80 km/t på motorveje. Baggrunden var oliekrisen 1973-74.
I marts 1974 vedtog Folketinget en ændring af færdselsloven, der indføre hastighedsbegrænsninger på 60 km/t i tættere bebygget område, 90 km/t uden for tættere bebygget område og 110 km/t på motorvej. Der var foreløbig tale om en prøveordning, da udviklingen i antallet af ulykker ved gennemførelse af disse begrænsninger skulle undersøges nærmere. Det blev samtidig tilkendegivet, at tættere bebygget område ville blive markeret med tavler. Dermed indførtes i 1974 også de hvide byskilte, der markerer byzone og en bestemt hastighed.
Ved forhandlingerne om færdselsloven af 1976 havde Rådet for Trafiksikkerhedsforskning tilendebragt sine undersøgelser som meddelt i 1974. Rådets konklusion var, at de lavere hastighedsgrænser havde haft afgørende betydning for en væsentlig del af nedgangen i antallet af uheld og i antallet af personskader. Hastighedsgrænserne fra 1974 gled derefter ind i den nye færdselslov.
I 1979 blev forsyningssituationen under den anden oliekrise atter årsag til at nedsætte hastighedsgrænserne til 80 km/t udenfor tættere bebygget område og 100 km/t på motorveje. De nedsatte hastighedsgrænser blev inkluderet i færdselsloven i 1981. I 1985 hastighedsgrænsen nedsat til 50 km/t i tættere bebyggede områder begrundet i hensynet til trafiksikkerhed. Ændringer af færdselsloven forhøjede den generelle hastighedsgrænse på motorveje fra 100 km/t til 110 km/t i 1992, og fra 110 km/t til 130 km/t i 2003.

### Registreringsnummer og kørsel i højre side
I foreningen af 20. september 1751 indførtes krav om, at alle bryggernes, bagernes, møllernes, vognmændenes og hyrekuskenes vogne i København skulle være forsynede med store og tydelige påmalede numre på begge sider. Kravet om påmalede numre på begge sider gentages i 1758. Ved samme lejlighed bestemmes det, at de nævnte erhverskøretøjer altid skulle køre i høje side af vejen. Der var ikke tale om nogen generel regel, da den kun vedrørte nævnte vogne. Der hersker ikke enighed om rækkevidden af forordningen. Nogle historierne peger på, at bestemmelsen kun dårligt blev efterlevet, men andre antager, at bestemmelsen i et eller andet omfang afspejler en allerede eksisterende sædvane i Københavns gader.
Først i 1780 udstedtes en forordning, der indførte højrekørsel på Københavns arealer uden for portene. På denne tid var staten ved at anlægge det nye landsdækkende net af gode hovedveje, som Frederik 5. besluttede i 1761. Det var et arbejde, som blev færdiggjort i 1864 efter næsten 100 års vejbyggeri. Undervejs fik Danmark sin første vejlov, Vejforordningen af 1793, og i forenklet form gled denne forordning om højrekørsel over i den landsdækkende vejforordning. Dermed var højrekørsel fastslået for landdistrikterne, mens købstæderne fortsat selv kunne fastsætte sine regler, hvis de behøvedes.

### Færdselsloven
Bilernes fremkomst i slutningen af 1800-tallet skabte behov for særlige landsdækkende regler, og den første danske lov om "Kørsel med Automobiler" blev vedtaget i 1903. Motorloven af 1903, som den også kaldes, bestemte at biler skulle synes af politiet, før de kunne få en nummerplade og en registreringsattest. Føreren skulle have et førerbevis og være over 18 år. Kørekortet kunne fratages, hvis vedkommende var blevet dømt to gange for færdselsforseelser. Motorloven blev revideret flere gange, før færdselreglerne i 1923 blev samlet i deres egen lov, den første almindelige færdselslov. Den sammenskrev de forskellige politivedtægter og bestemmelser fra vejforordningen af 1793 samt overtog forskellige bestemmelser fra motorloven af 1921, bl.a. om overhaling. Men den havde også flere nydannelser som F.eks. obligatoriske baglygter og afvisning ved drejning.
I 1955 blev motorloven og færdselsloven skrevet sammen til én færdselslov, færdselsloven af 1955. Der vedtages flere gange ændringer til færdselsloven, før færdselsloven af 1976 blev vedtaget.